# L'Alcôve

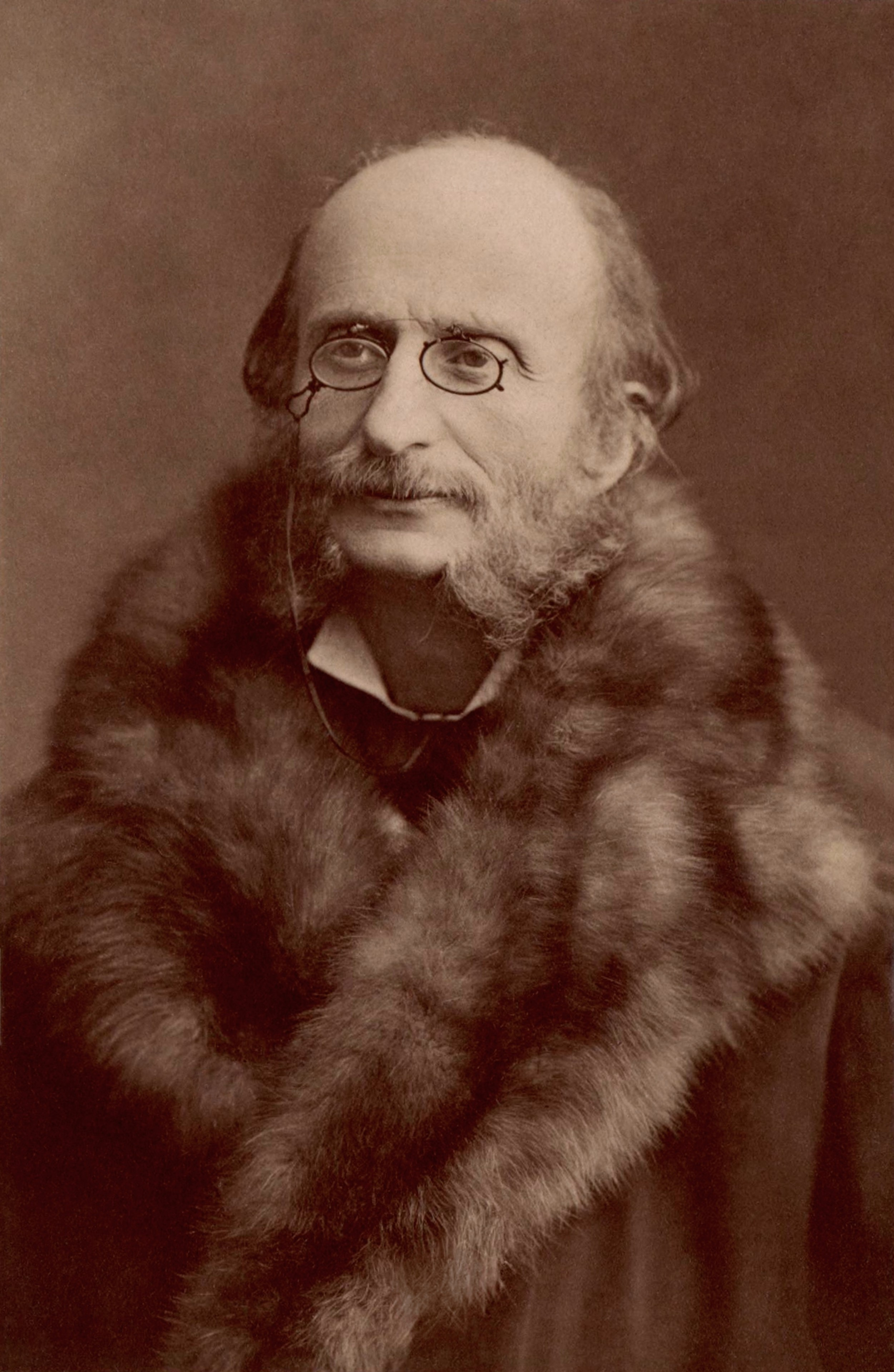
Jacques Offenbach

L'Alcôve är en opéra comique (operett) i en akt med musik av Jacques Offenbach och libretto av Auguste Pittaud de Forges, Adolphe de Leuven och Eugène Roche. Den spelades första gången 1847 och är ett av Offenbachs tidigaste verk som fortfarande existerar.

## Historia
Verket bygger på en comédie-vaudeville (med musik lånad från scenverk av samtida populära kompositörer) av samma författare som först sattes upp 1833. Den hade premiär den 24 april 1847 på Salle Moreau-Sainti i Paris. Offenbach hade från början hoppats att den skulle sättas upp på Opéra Comique, med teaterchefen Alexandre Basset verkar inte ha visat något intresse för verket.
Handlingen äger rum under franska revolutionen på ett lantgods i en by vid gränsen, där general Raymond, en rekryteringssergeant, konfronterar en förslagen bonde, Sauvageot, som låtsas vara gift med Marielle. Hon är dotter till greve Anatole d'Amberts amma. Raymond lovar se efter henne medan Sauvageot är soldat, men gifter sig med henne i stället.
Tenoren Gustave-Hippolyte Roger skrev i sin dagbok den 24 april 1847 att han gick till Salle Moreau-Sainti tillsammans med Madame Talma, där de först hörde Alexandre Goria spela piano och Julie Dorus-Gras sjunga, sedan "L'Alcôve, opéra-comique d'Offenbach et de Déforges" som han ansåg innehålla charmerande aspekter trots vissa spår av oerfarenhet. Han fortsatte med att om dörrarna till Opéra-Comique inte vore stängda skulle Offenbach gå långt; "Offenbach est un garçon qui ira très loin si on ne lui ferme pas les portes de l’Opéra-Comique : il a une persévérance du diable et de la mélodie". Premiärprogrammet bestod även av ett körstycke och en cellokonsert av Offenbach (i vilken han själv framträdde som solist). Trots ett varmt mottagande från kritikern i tidningen Le Ménestrel öppnade verket inga omedelbara dörrar för Offenbach på Paris teatrar.
Alexander Faris skriver i sin biografi över Offenbach att en tysk version av  L'Alcôve - Marielle, oder Sergeant und Commandant - framfördes i Köln den 9 januari 1849 under kompositörens vistelse där efter revolutionerna 1848. Enligt musikforskaren Jean-Christophe Keck innehåller partituret till L'Alcôve en tidig version av en av Lanternicks arior i La Permission de dix heures, byggde på en air för Sauvageot.